# Thwaitesia argentata
Thwaitesia argentata är en spindelart som beskrevs av Tord Tamerlan Teodor Thorell 1890. Thwaitesia argentata ingår i släktet Thwaitesia och familjen klotspindlar. Inga underarter finns listade i Catalogue of Life.